# 독곡집 권상
독곡집 권상(獨谷集 卷上)은 서울특별시 서대문구 홍은동 포방터 4안길에 있는 조선시대 성석린의 문집이다. 2016년 10월 6일 서울특별시의 유형문화재 제395호로 지정되었다.

## 지정 사유
독곡(獨谷) 성석린(成石璘)의 문집으로서 2권 2책 중, 1456년 목판으로 간행된 권상 권1의 1책. 서문은 완전히 누락되었고 권상의 첫 번째 장과 행장의 맨 뒷장도 훼손이 심하여 보존상태가 좋은편은 아니나, 중간에 누락된 장이 없고 글자 획의 결손이 거의 없는 것으로 보아 인출시기가 비교적 이른 것으로 판단됨. 본 서는 평양에서 간행된 초간본으로, 현재 일본 봉좌문고에 완질이 있는 것으로 확인될 뿐 국내에는 전존하는 본이 없음. 따라서 조선 초기 간행된 문집으로서 그 가치가 클 뿐 아니라, 저본(底本)의 서사자(書寫者)가 명기된 점과, 현재까지 알려진 국내 유일본이다.

## 조사보고서
이 책은 독곡(獨谷) 성석린(成石璘)의 문집으로서, 2권 2책 중 권1 1책이다. 성석린(1338:충숙왕 복위7∼1423:세종5)의 본관은 창녕(昌寧), 자는 자수(自修), 호는 독곡(獨谷)이다. 고려 말 조선 초의 문신으로서 1357년(공민왕 6) 과거에 급제한 이후, 사관(史官)을 비롯하여 성균관사성(成均館司成), 정당문학(政堂文學), 지공거(知貢擧) 등 문한을 역임하였다. 조선의 역성혁명에 참여하여 단성보절찬화공신(端誠保節贊化功臣)의 녹권(錄券)이 내려지고 창성군(昌成郡) 충의군(忠義君)에 봉해졌다. 태조가 즉위하자 문하시랑찬성사가 되었고, 1393년(태조2) 개성부판사, 1398년 문하시랑찬성사 · 판호조사 등을 역임하였다. 정종이 즉위하자 서북면도순찰사 · 도절제사 문하시랑찬성사가 되었으며, 익대공신(翊戴功臣)의 녹권이 내려지고, 좌정승이 되었다. 태종이 즉위한 후 좌명공신(佐命功臣)이 되고 1402년(태종 2) 영의정부사를 거쳐, 이듬해 우의정, 그리고 1407년에 좌의정을 지냈고, 1415년 영의정이 되었다. 시호는 문경(文景)이다. 시풍은 이백을 주로 했고, 글씨를 잘 써서 태조의 건원릉 비문을 썼으며, 특히 초서에 능했다고 한다.
『독곡집』은 모두 2권으로 산문(散文)은 없고 오직 운문(韻文)만 수록되어 있다. 이는 당시에 비슷하게 활동한 권근의 『양촌집』처럼 운문과 산문을 모두 수록하고 그 양도 40권의 방대한 분량인 경우도 있지만, 오히려 한수(韓脩)의 『유항시집(柳巷詩集)』(불분권 1책, 1400년 간행), 정몽주(鄭夢周)의 『포은시고(圃隱詩藁)』(2권 1책, 1439년), 김구용(金九容)의 『척약재학음집(惕若齋學吟集)』(2권 1책, 1400년 간행)에서 알 수 있듯이 운문만을 편집하여 1책 정도의 문집으로 간행하는 것이 조선 초기 문집 간행에 있어 더 일반적이었던 것으로 보인다.
『독곡집』의 간행 일지는 다음과 같다.
| 연도            | 내용                                          | 비고          |
| --------------- | --------------------------------------------- | ------------- |
| 1442년 (세종24) | 왕명으로 경연에서 정리 편집                   | 편찬자 진술   |
| 1456년 (세조2)  | 평안감사 孫壻 金連枝가 평양에서 간행 初刊本   | 일본 봉좌문고 |
| 1460년 (세조4)  | 김연지가 경상감사로 나가 진주에서 간행 重刊本 | 고대 만송문고 |
| 1919년          | 昌寧 鶴浦에서 부록을 넣어 活字로 간행 三刊本  |               |

발문에 의하면 상권의 선사자(繕寫者)는 조근(趙瑾 1417~1475)으로, 조말생(趙末生)의 아들이다. 조근은 예조와 형조의 참의를 지냈고, 해서(楷書)에 능하여 외교 문서 등을 많이 선사하였다고 한다. 하권의 선사자는 당시 평양판관이었던 송수중(宋守中)이다.
초간본을 평양에서 간행한 후에 14년 만에 중간본을 진주에서 다시 간행한 것은 아마도 널리 보급하기 위한 조처로 보인다. 이 두 본을 비교하면 복각본으로 보이는데, 다만 초간본은 “사주쌍변”인데 비하여 중간본은 “사주단변”이다.
본서는 평양에서 간행된 초간본으로 전체 2권 2책 중 권상 1책이다. 중간본을 기준으로 그 내용의 분포를 보면 다음과 같다.
| 구분/내역 | 권수       | 권상 | 권하 | 권미       | 비고  |
| --------- | ---------- | ---- | ---- | ---------- | ----- |
| 내용      | 서문/ 행장 | 시   | 시   | 발문/ 간기 |       |
| 장수      | 3 / 9      | 56   | 55   | 2 / 1      | 126장 |
| 本書      | / 9        | 56   |      | (행장)     | 65장  |

전체 126장 중 현재 남은 것은 권수의 행장 9장과 권상 시 56장 도합 65장으로, 전체의 반 정도가 남아있다. 서문은 완전히 누락되었고, 권상의 첫 번째 장도 8할 정도가 훼손되었으며 행장의 맨 뒷장도 훼손이 심하다.
행장은 중간본에서 권수에 수록되어 있는 반면에, 본서에는 권미에 수록되어 있다. 당시 편집 관행상 행장과 같은 문집 저자의 전기 자료는 권수에 수록하는 것이 일반적이며, 또한 권상과 권하 사이에 행장을 편집하는 것은 사리로 보아 합당하지 않다. 따라서 본서는 한번 이상 개장된 것으로 보인다.
본서는 아래 사진에서 보이듯 보존상태가 그리 좋은 편은 아니다. 하지만 중간에 누락된 장이 없고, 글자 획의 결손이 거의 없는 것으로 보아 인출시기도 비교적 이른 것으로 보인다. 현재 일본 봉좌문고에 완질이 있는 것으로 확인될 뿐 국내에는 전존하는 본이 없다.(봉좌문고본은 국립중앙도서관에 복사본이 있음) 따라서 본서는 조선 초기에 간행된 문집으로서 그 가치가 클 뿐만 아니라, 저본(底本)의 서사자(書寫者)가 명기된 점과, 현재까지 알려진 국내 유일본이라는 점에서 유형문화재로 지정하여 보호할 필요가 충분하다고 사료된다.

## 같이 보기
- 성석린

## 참고 자료
- 독곡집 권상 - 국가유산청 국가유산포털